# British Trust for Ornithology

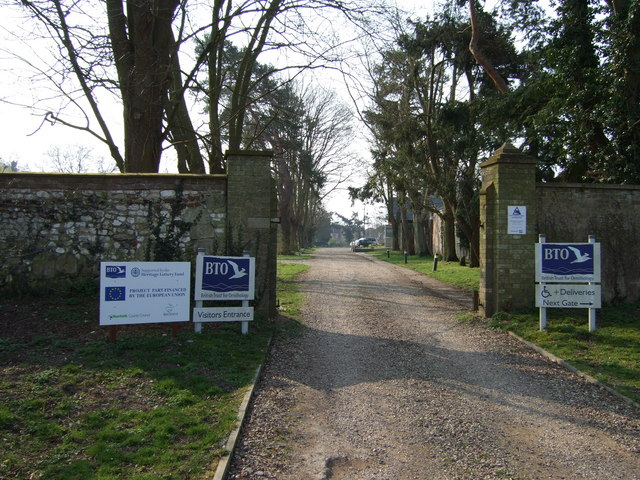
Entrada a la sede de Thetford Nunnery del British Trust for Ornithology

The British Trust for Ornithology (BTO) es una organización fundada en 1932 y dedicada al estudio de las aves del Reino Unido. 
El BTO realiza investigaciones sobre las aves del Reino Unido, principalmente mediante estudios de población y nidificación así como a través de anillamientos, todo mediante un gran número de voluntarios. Su estudio "Garden Birdwatch" permite que un gran número de ornitólogos aficionados participen haciendo recuentos semanales de las aves que ven en sus jardines.
En septiembre de 1967, inspirado por el trabajo en curso Atlas of Breeding Birds of the West Midlands, producido por el West Midland Bird Club, y en colaboración con Irish Wildbird Conservancy (en la actualidad BirdWatch Ireland), comenzó el trabajo para realizar el primer atlas de aves nidificantes de Gran Bretaña e Irlanda (Atlas of Breeding Birds in Britain and Ireland). Se estudiaron 3.862 cuadrados de 10 km cuadrados. El atlas se publicó en 1976. 
El nuevo atlas (1993) actualizado fue realizado de nuevo con ayuda de IWC y el Scottish Ornithologists Club. También se han publicado un Winter Atlas y un Historical Atlas así como el Migration Atlas que presenta los resultados de más de 100 años de anillamientos, realizados en su mayor parte por voluntarios. Un nuevo Atlas que incluya la nidificación e invernación está en fase de planificación.